# ゴフィオ

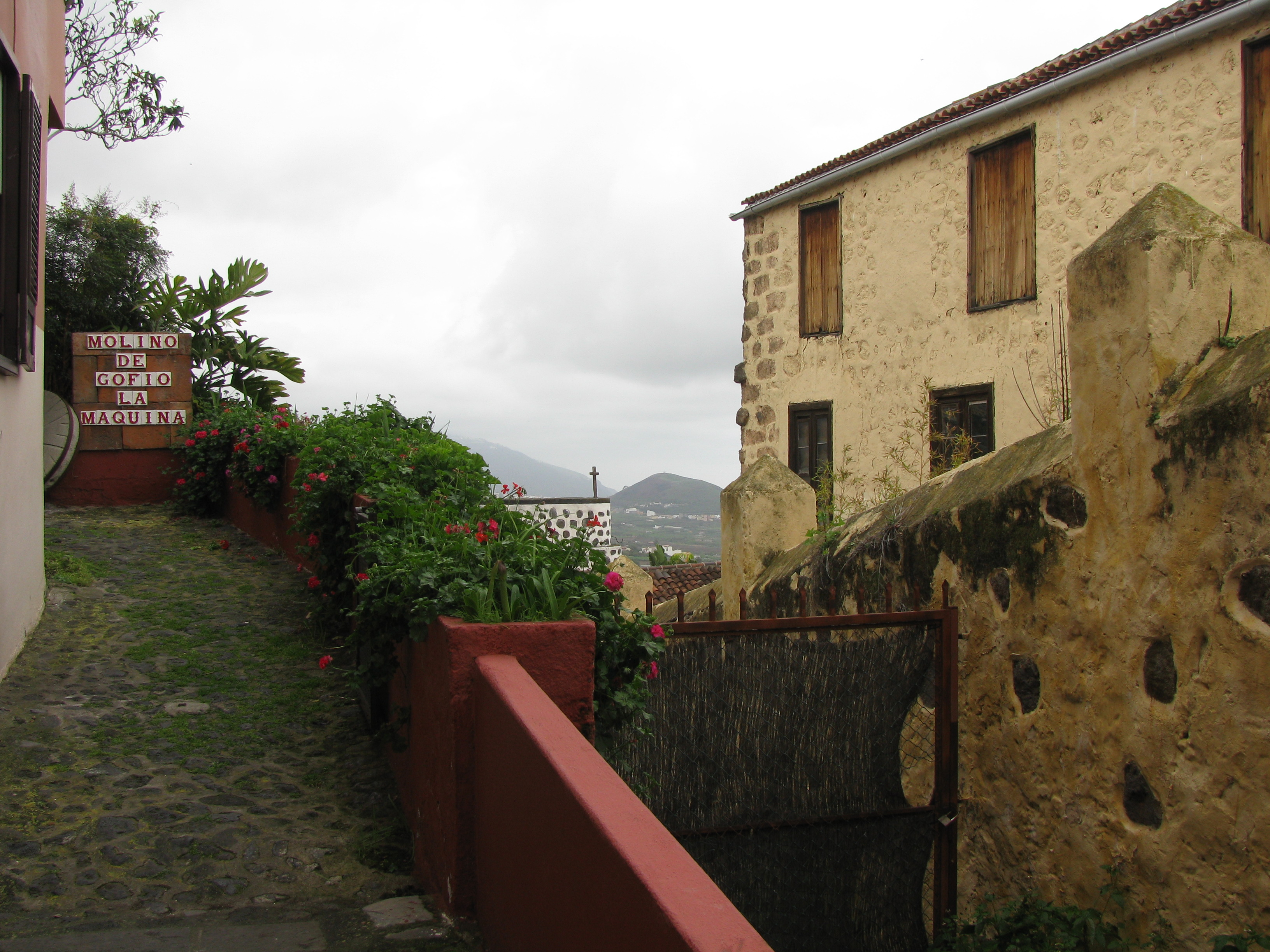
ゴフィオの工場、ラ・オロタバ、テネリフェ島

ゴフィオ（Gofio）は、蒸し焼きにした穀物（通常は小麦か一部のトウモロコシを使う）または他のでんぷん質の植物（豆や歴史的にはシダの根）から作られたカナリア粉の一種であり、一部少量の塩が含まれているものもある。最も一般的なトウモロコシで作るゴフィオは「ゴフィオ・ミロ」と呼ばれる。ゴフィオはしばらくの間カナリア料理を作る上では欠かせない材料であり、カナリアの移民はカリブ海（特にキューバ、ドミニカ共和国、プエルトリコ、ベネズエラ）と西サハラにその材料を使うことを広めた。練る、スープなどに溶かす、焼くなど様々な活用法がある。また、増粘剤としても使うことができる。ゴフィオはアルゼンチンやウルグアイ、チリでも見られ、そこでは「ハリナトスタダ」として知られており、様々なレシピで使用されている。保護原産地呼称であるためカナリア諸島以外の売店では見ることが出来ないが、ネット通販では買うことが出来る。

## 概要

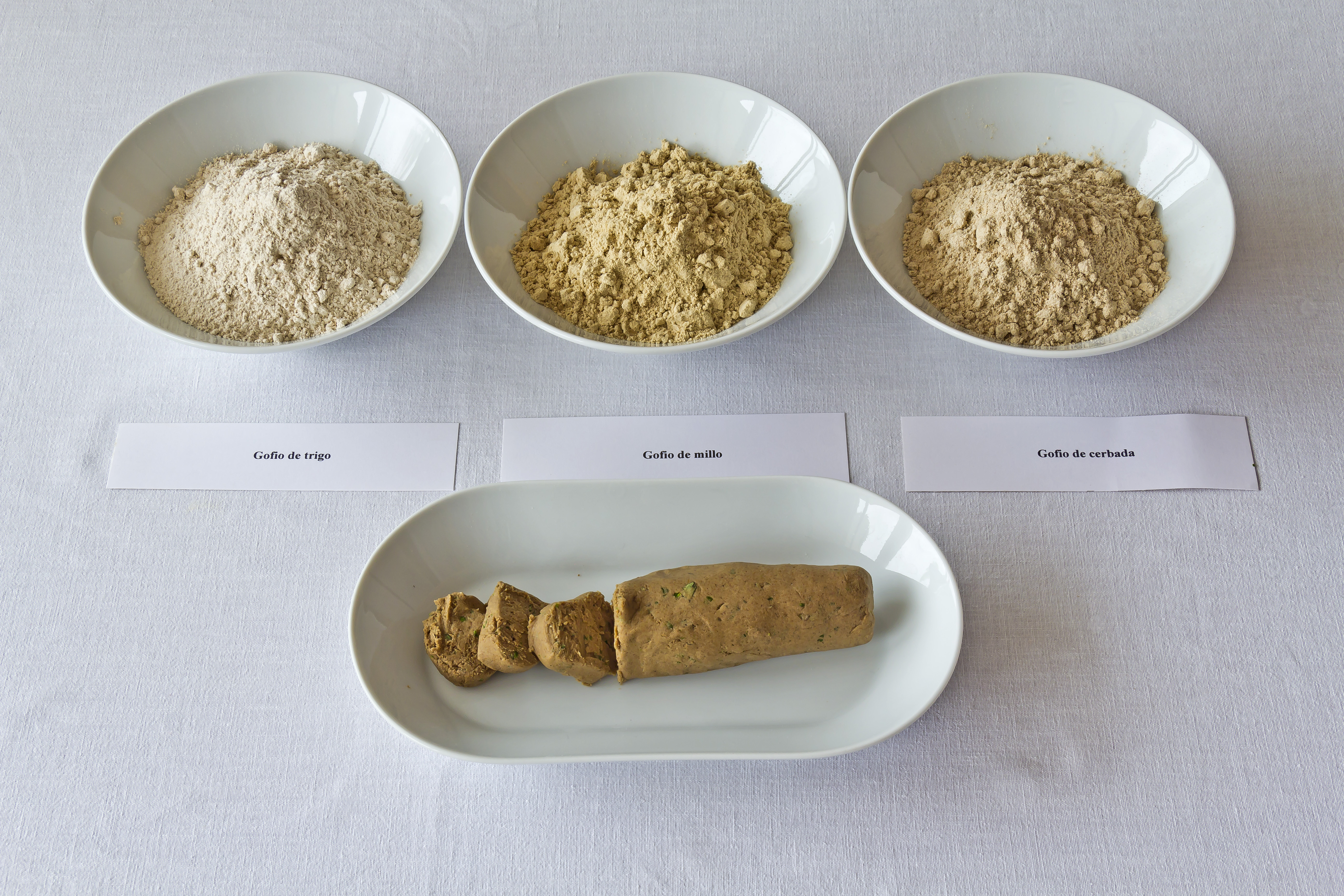
ゴフィオには様々な種類がある。

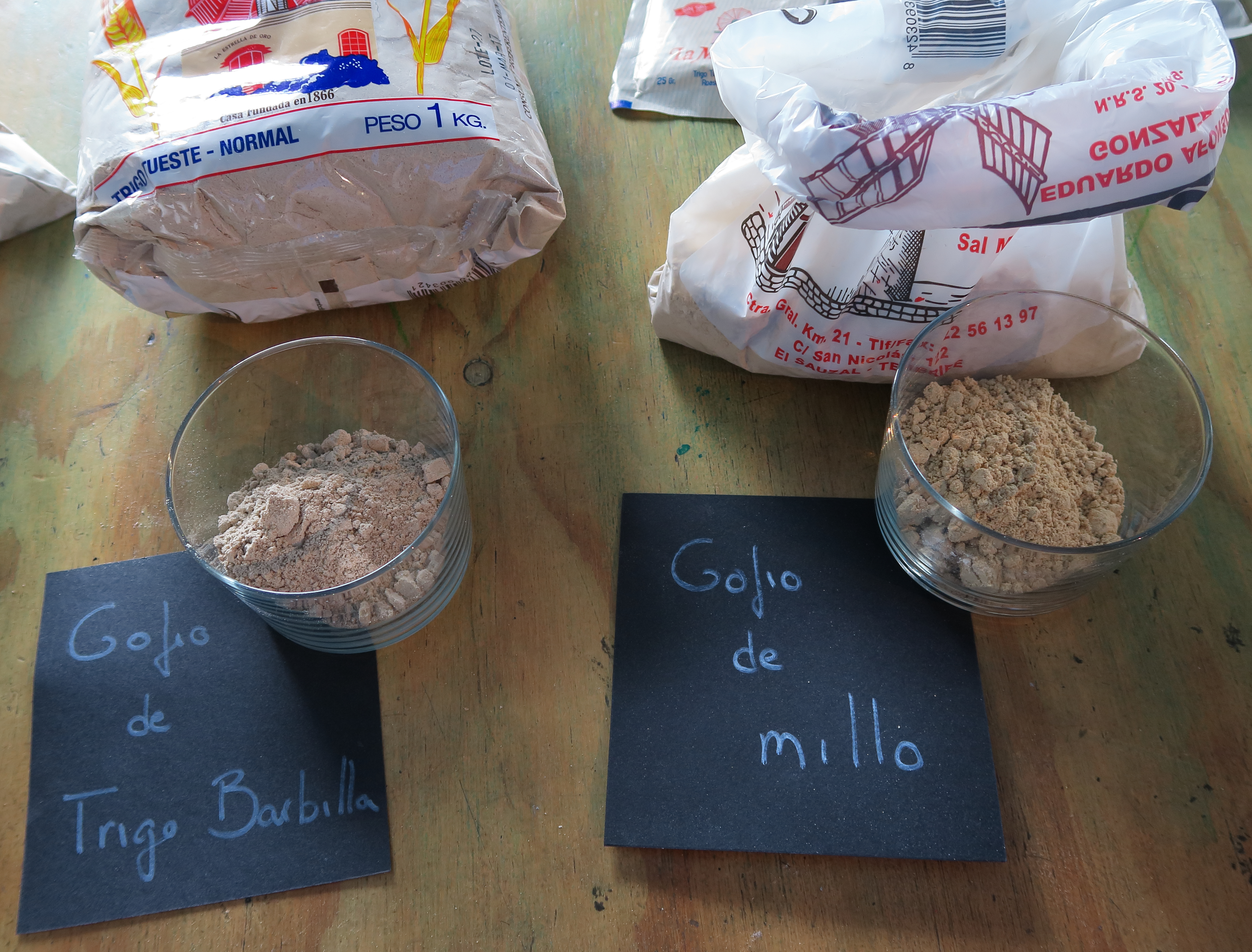
ゴフィオの中でも「ミロ」と呼ばれるもの

ゴフィオはカナリア諸島の先住民であるグアンチェ族の主食であり、その当時は大麦と一部のシダの根茎から生産したと考えられている。また20世紀までシダの棍茎は、歴史的にとりわけ飢饉の際に使用されていたことが知られている 。「ゴフィオ」はグランカナリア島の先住民の言語に由来しする名称であり、隣接するテネリフェ島では「アホレン」という別の名称で認知されていた。グアンチェ族の大半は北アフリカのベルベル人に分類され、彼らには「アルクル」と呼ばれる食用のトーストした大麦粉があった 。

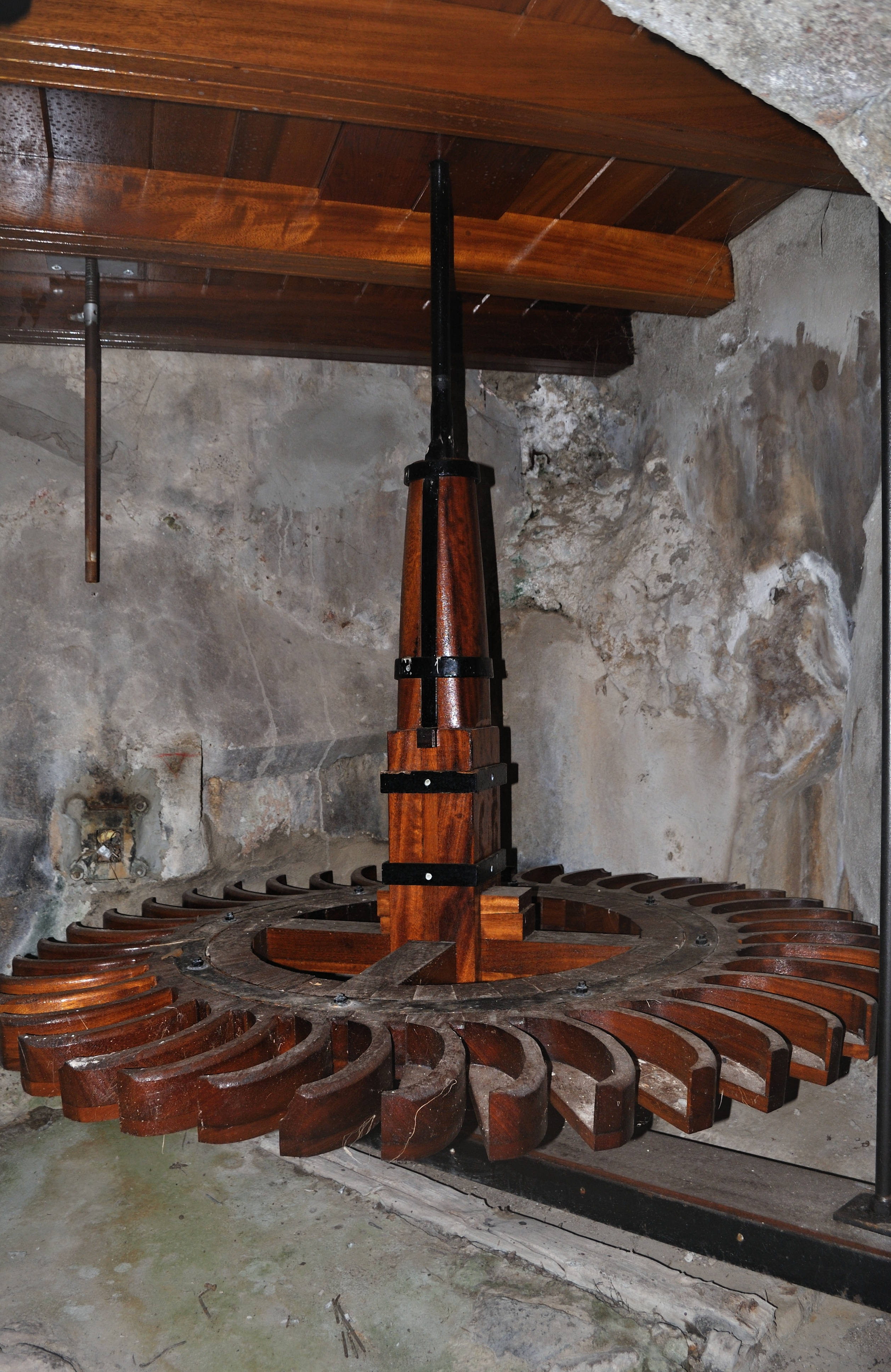
水力で穀物を処理するためのホイール（復元）

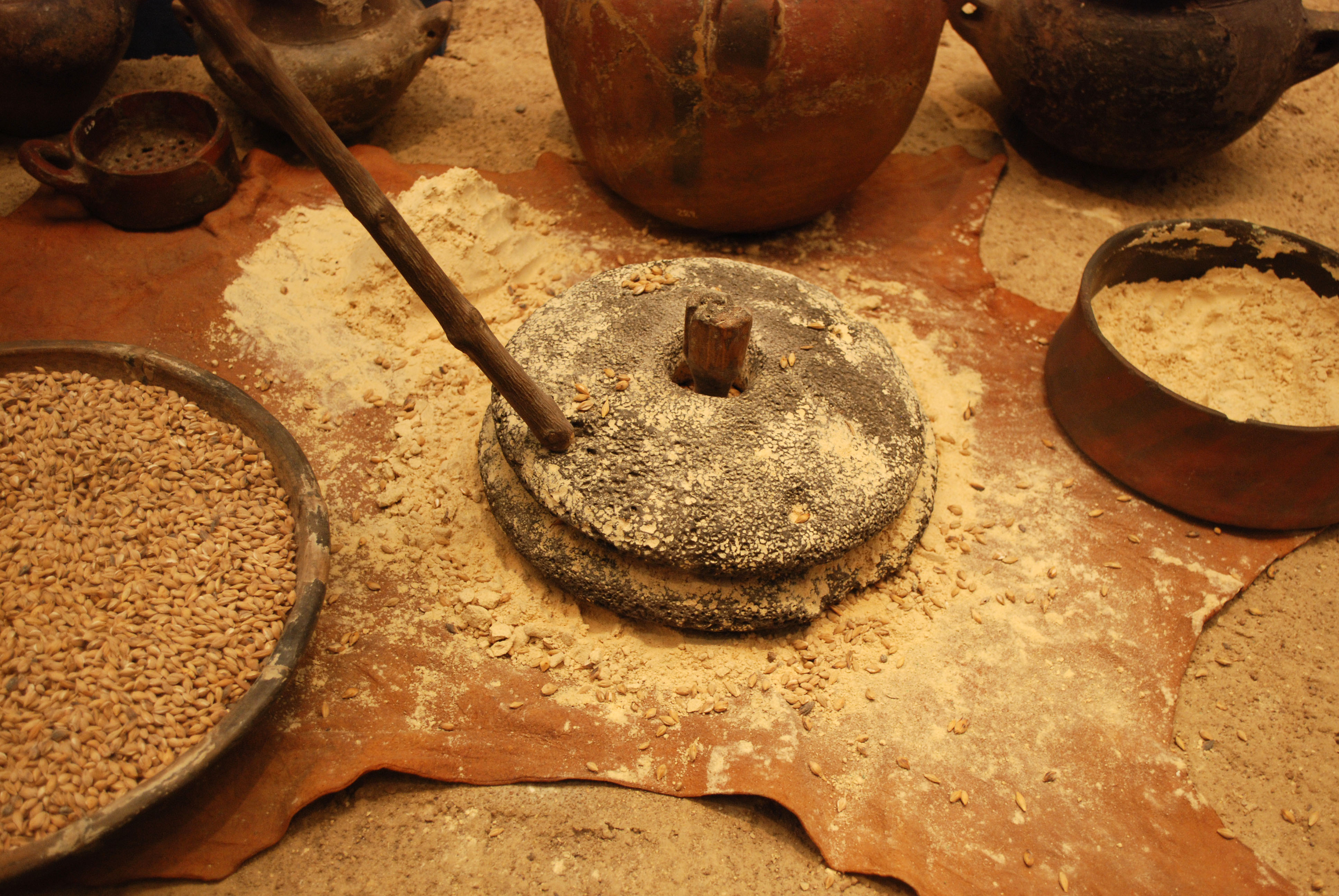
石臼を使って穀物を粉砕している様子

モロッコでは、焼いた小麦粉をアーモンドペーストや蜂蜜、アルガンオイル、アニス、フェンネル、ゴマの種子と混ぜ、「セルルー」（一部地域では「ザミタ」や「スリル」と呼ばれることがある）という甘いペーストを作る。それは長い保存期間と高い栄養価で知られる。また、トーストした穀物から作られた小麦粉は世界中とは異なる美食として知られている。例としてチベット料理のツァンパなどがあり、利点として製粉前に穀物を焙煎することで、カビやカビの毒素が破壊され、保存状態が悪い穀物を使用できるようになるだけでなく、より複合的な糖を生成することで風味が良くなるというものがある。例として醸造業界で大麦の麦芽に使用される温度よりも通常よりはるかに高い温度での焙煎処理には、デンプンとタンパク質を部分的に分解して消化しやすくする効果もある。ミルク、砂糖、水を含むゴフィオは西サハラでは非常に人気のある飲み物である。スペインの影響とカナリア諸島の近さが人気の理由であると考えられている。
現在カナリア諸島ではトウモロコシと小麦が一番よく使われている穀物だが、これらと混ぜるライ麦、大麦などの穀物も現地の店で簡単に入手することが出来るため、豆類だけではなく数種類の穀物から生産されているゴフィオもある。ひよこ豆とルパン豆を使って作るゴフィオは、フェルテベントゥラ島だけに限らず、そこで発生する他の野生植物からも生産されている。

## カナリア食品での使用

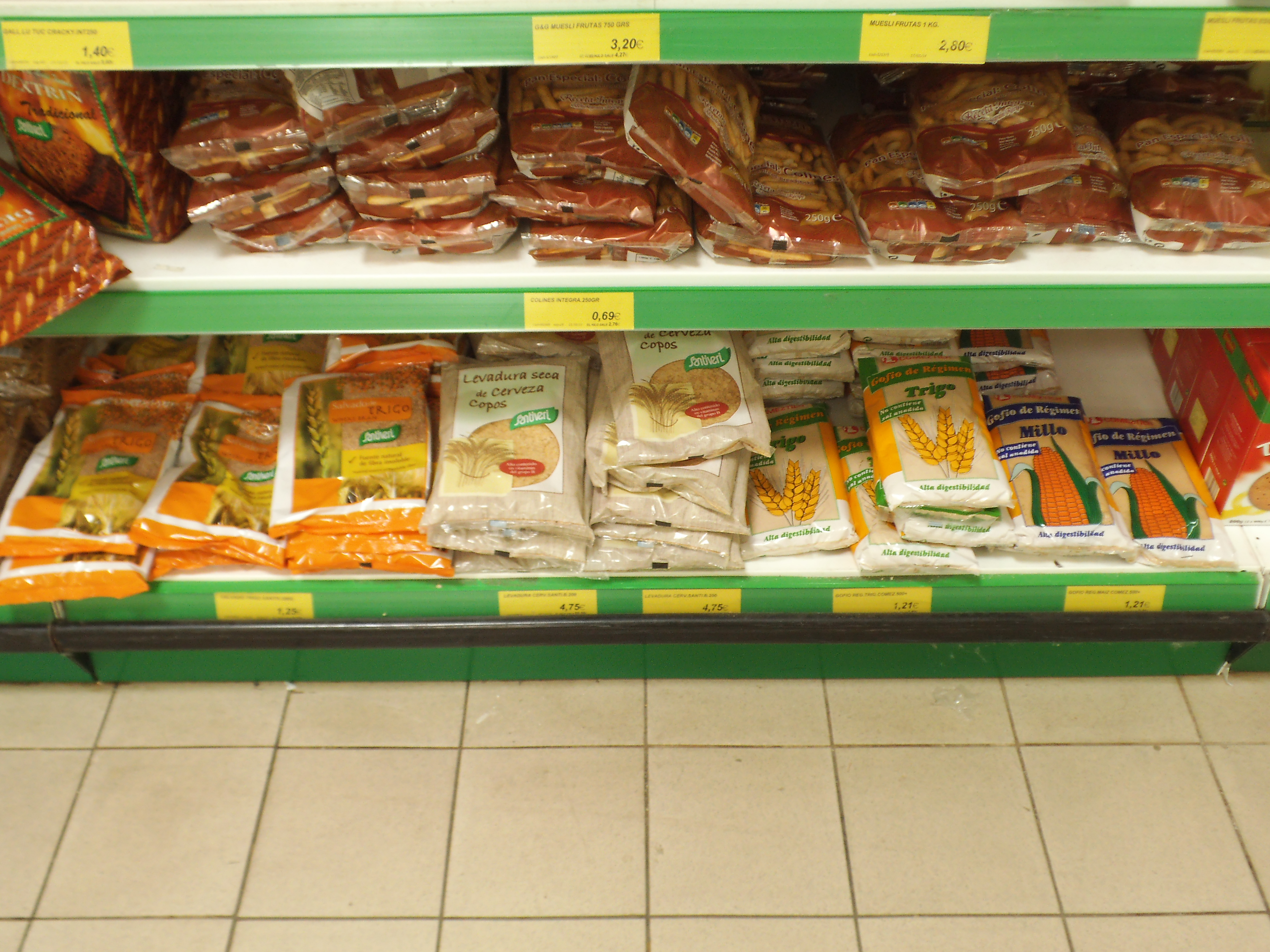
ゴフィオの売り場

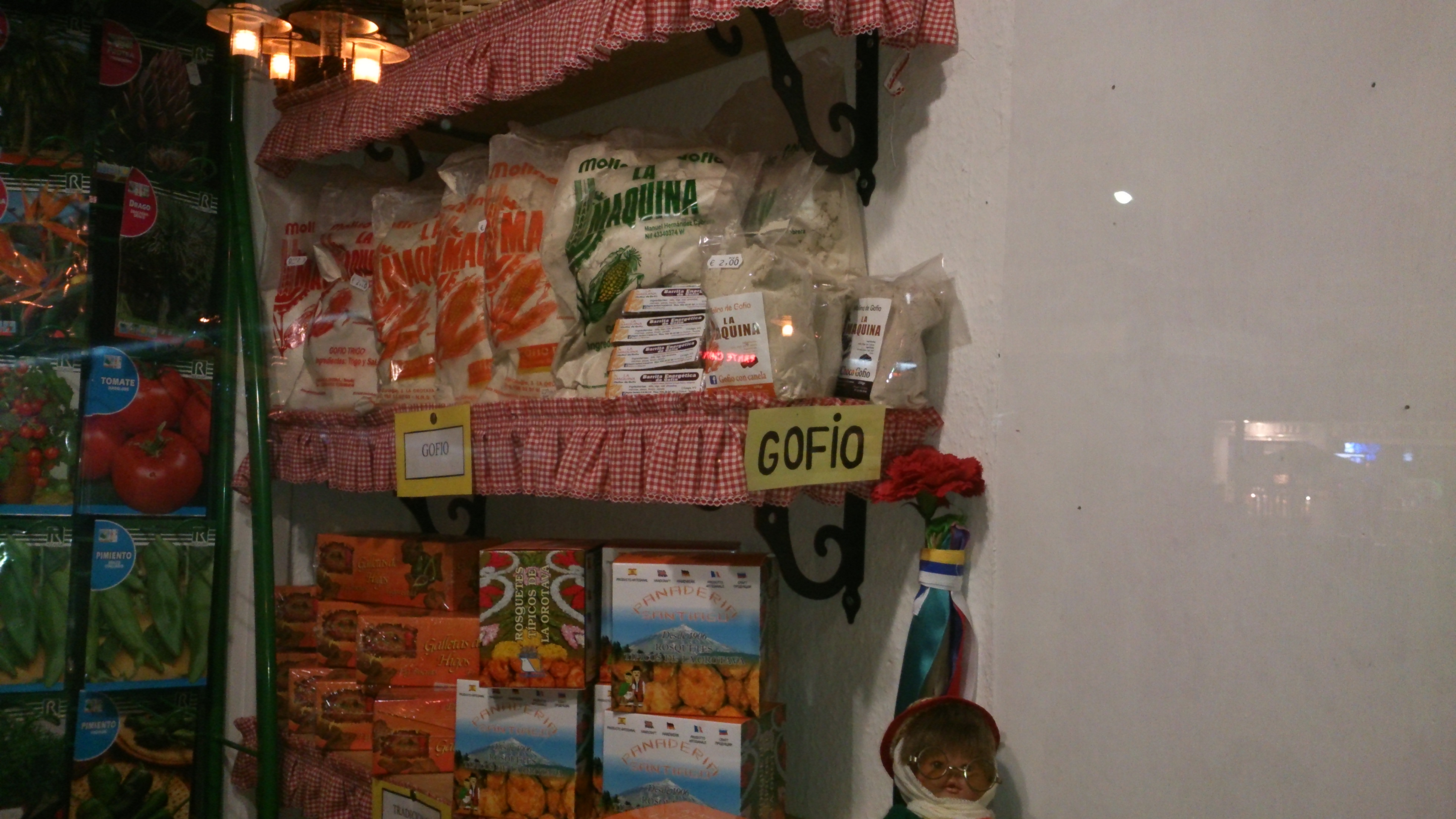
同じくゴフィオの売り場

ゴフィオはスープ、シチュー、デザート、アイスクリームなどにソースとして加えることができる非常に用途の広い製品である。また、ビタミン、たんぱく質、食物繊維、ミネラルなどが豊富に含まれている。その利点を保ちながら長期間保存することができるため、カナリア人の水夫たちに好まれた。スペイン内戦後の数年の飢饉の際には、カナリア諸島の食事に非常に重用された。伝統的に畑の農民は少量の水と砂糖を混ぜて練り（伝統的には山羊の皮の袋の中に入れ）、そのままパン生地のようなものを生成して使用されていた。おそらく、現在はミルクに少量を加えたり、ヘルシーで簡単な朝食を作るための材料として使ったり、食べる直前にスープやシチューを濃くするために使ったりすることが最も一般的な使い方である。また、アーモンドや蜂蜜を混ぜて「ペヤ・デ・ゴフィオ」と呼ばれる、パンのようなものにして食べることもある。もう1つの人気な形式は、「ゴフィオエスカルダド」（「湯通ししたゴフィオ」）または「エスカルドン」であり、これは備蓄しているシチューやスープなど様々な出汁を混ぜて作る濃厚なお粥の一種。最後にモホソースをかけることがある。最新のゴフィオを使った製品は、アイスクリームやムース、その他のミルクデザート、さらには2000年頃に短期間のみ販売されていた「ボルカン」というビールも含まれる。

### 画像

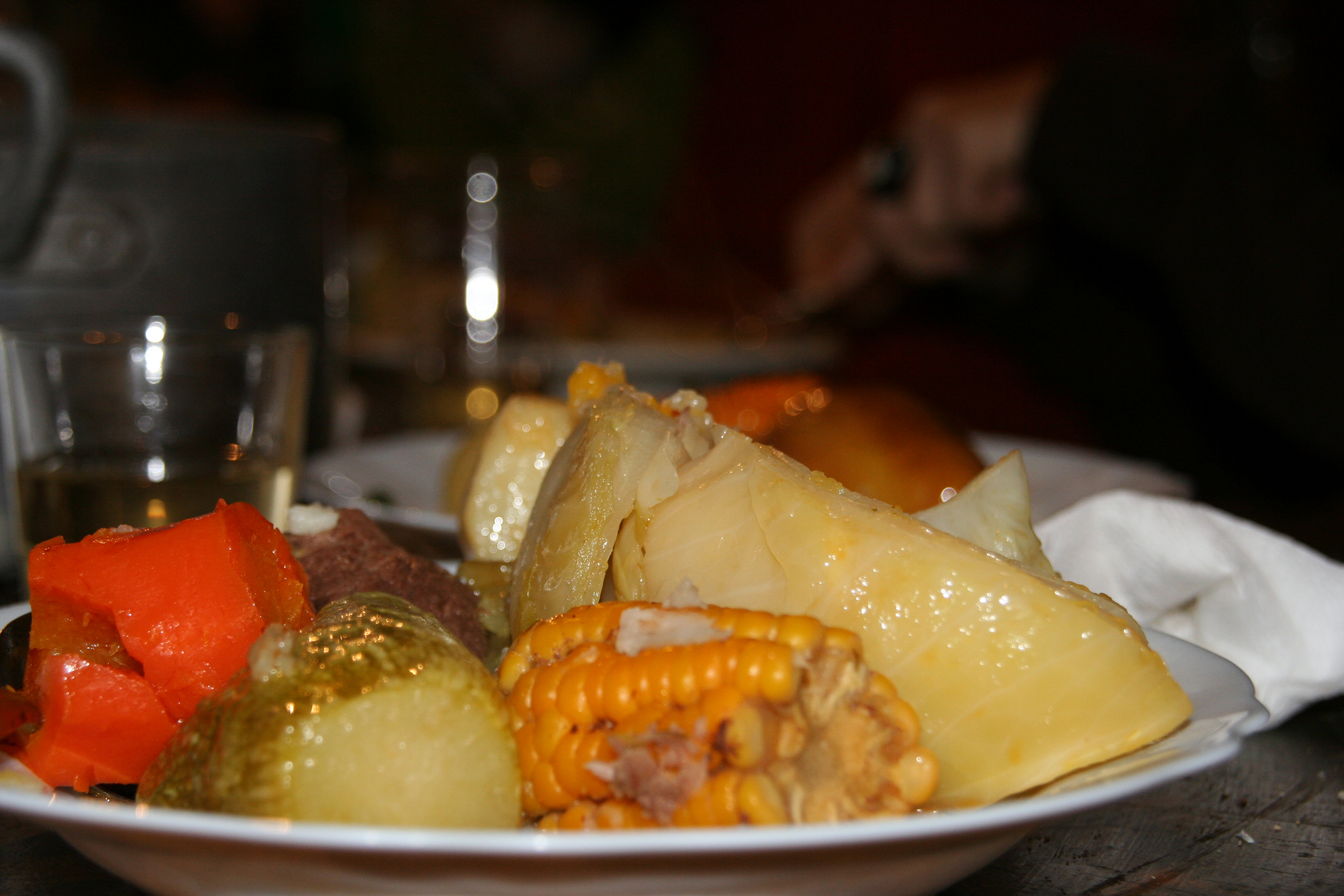
ゴフィオを使った鍋
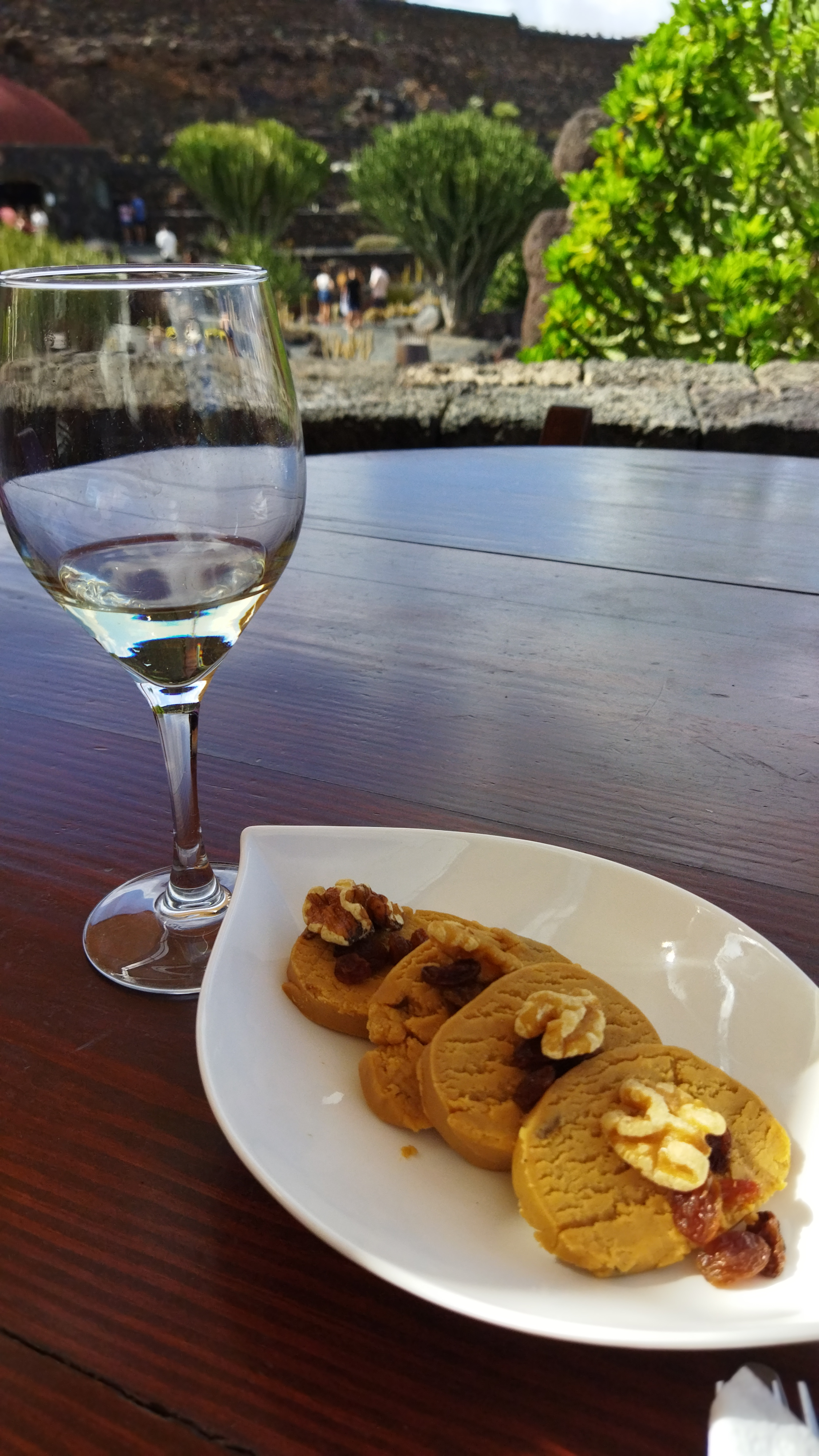
ゴフィオにクルミとレーズンを添えたもの
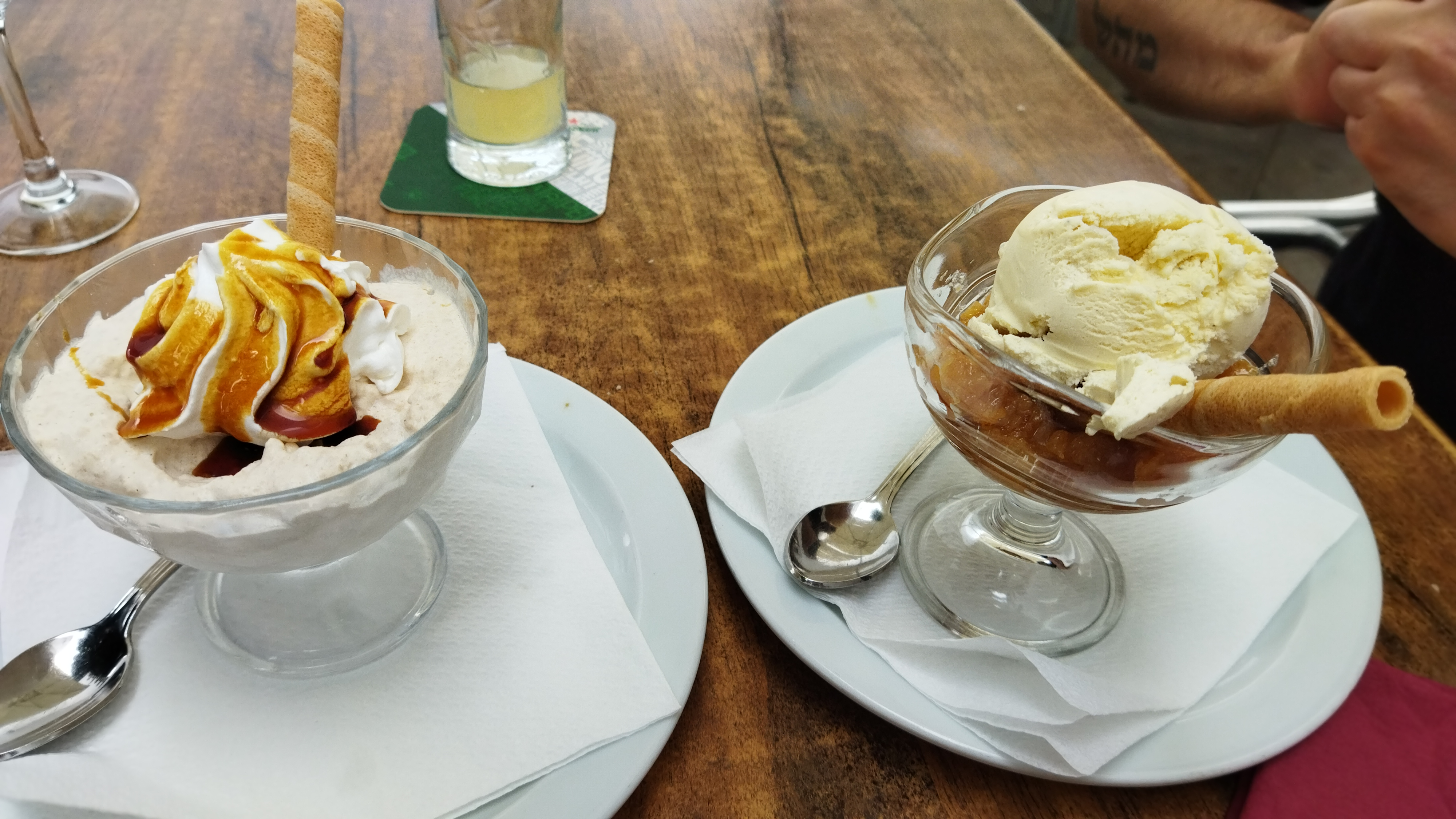
バニラアイスクリームとゴフィオのムースを添えた「ビエンメサベ」
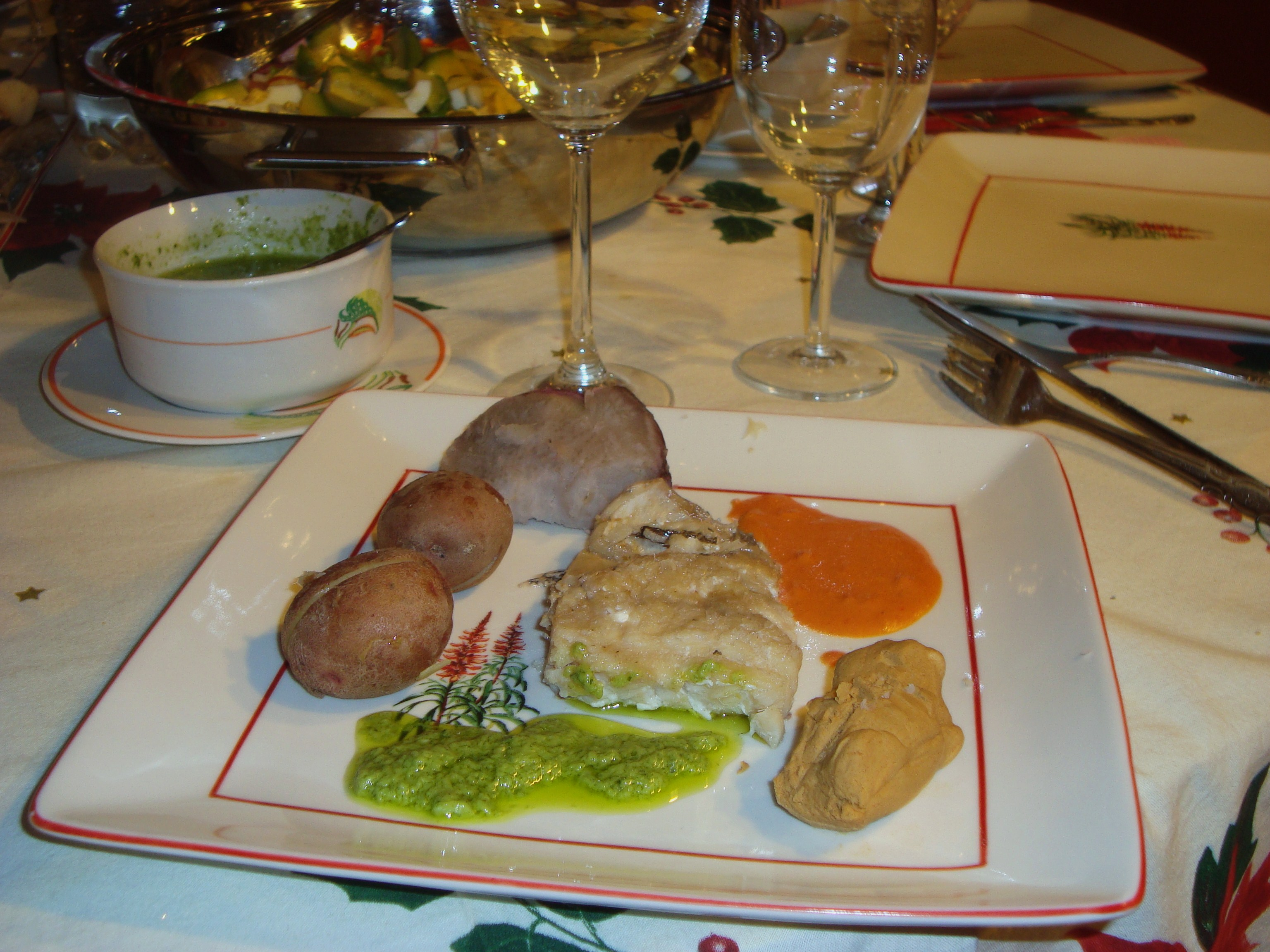
ゴフィオが入っている「カナリアンサンコチョ」というカナリアの代表的な料理
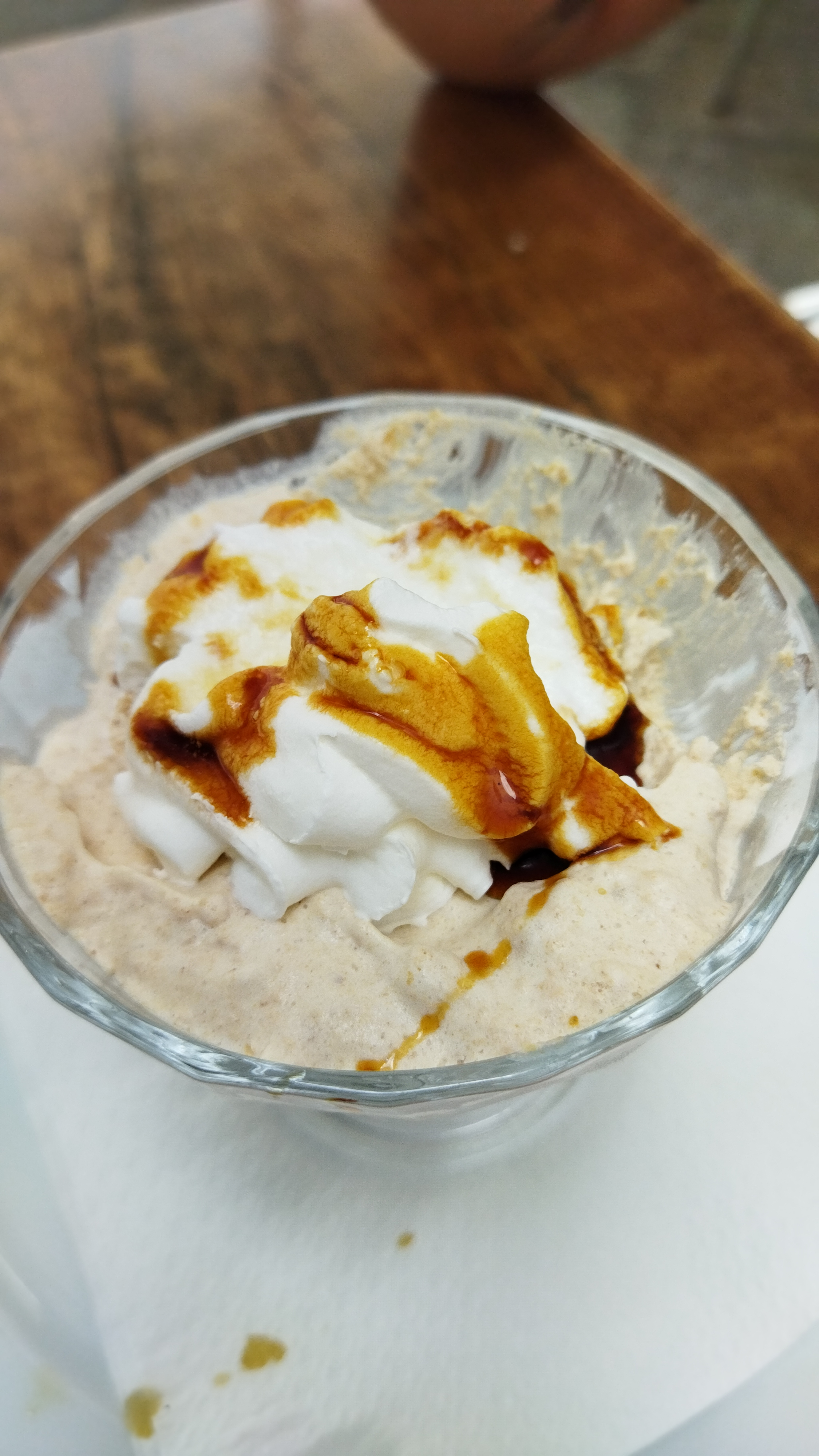
ゴフィオのムース
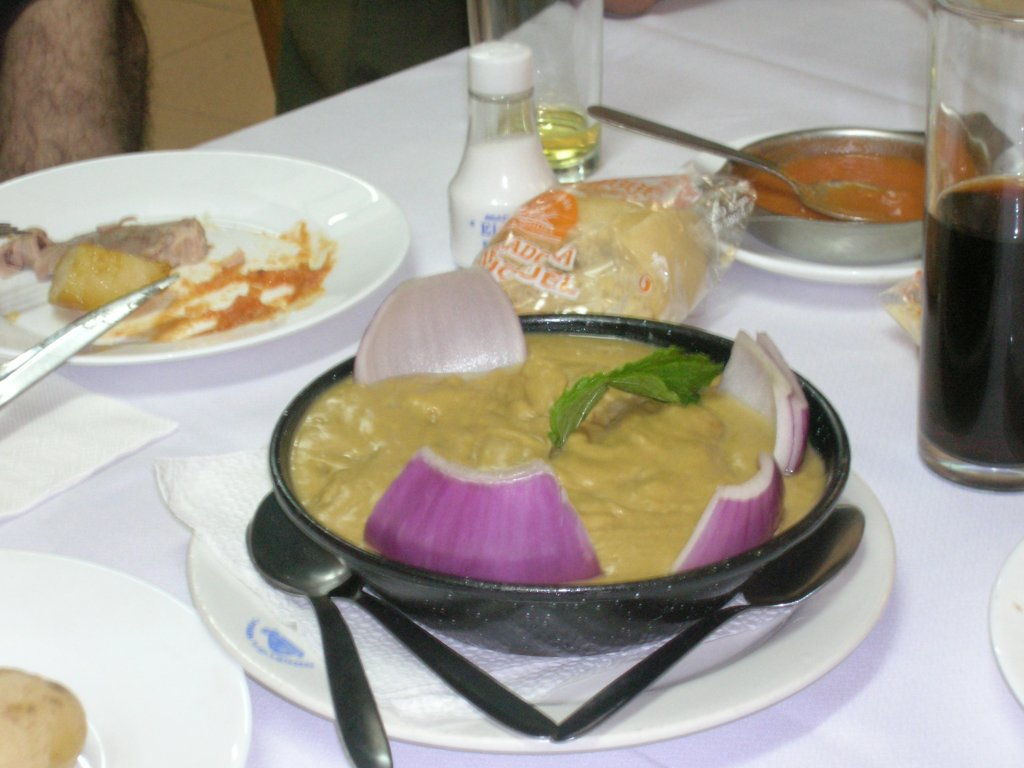
「ゴフィオ・エスカルダード」と呼ばれるポタージュのようなもの

## 他の場所での使用法
カリブ諸島では、ゴフィオはそのまま食べられる菓子である。プエルトリコとドミニカ共和国では、ゴフィオに砂糖を加えキャンディーとして販売されており、紙のコーンで包んで提供されることもある。
アルゼンチンとチリのアボリジニは、スペイン人が上陸する前から、スペイン人と同じ方法でトウモロコシを調達して作っていた。南アメリカとカリブ海の他の地域でのゴフィオは、カナリア人が調達している。アルゼンチン、チリ、パナマ、ベネズエラ、ウルグアイ、その他の多くの国々では、砂糖または牛乳と一緒に乾燥させて使用されている。